# Ringastrild
Ringastrild (Stizoptera bichenovii) är en tätting i familjen astrilder som enbart förekommer i Australien.

## Utseende och läte
Ringastrilden är en 10-11 cm lång munialiknande fågel. Den har ett vitt ansikte inramat i svart, brun ovansida och strupe och vit undersida. Strupe och undersida är åtskilda av ytterligare ett svart band. Vingarna är tecknade i brunt och vitt. Könen är lika, men ungfågeln är mattare och brunare. Lätet är ett mjukt "tet" eller ett mer högljutt "peew", medan sången är ett mjukt flöjtande, något lik zebrafinken.

## Utbredning och systematik
Ringastrild delas in i två underarter med följande utbredning:
- annulosa – förekommer i norra Australien (Kimberley till Carpentariaviken, Northern Territory)
- bichenovii – förekommer i östra Australien (Kap Yorkhalvön till östra Victoria)

Vissa stavar istället det vetenskapliga artnamnet bichenoii.

### Släktestillhörighet
Ringastrilden placeras traditionellt i släktet Taeniopygia tillsammans med zebrafinken. Resultat från DNA-studier tyder dock på att den snarare är systerart till sävastrilden och dessa två i sin tur närmast släkt med plommonhättad astrild. Den har därför lyfts ut i det egna släktet Stizoptera.

## Levnadssätt
Ringastrilden är en social, fröätande fågel som förekommer i torrt, savannliknande låglänt gräs- och busklandskap. Den bygger sitt bo i gräs, buskar eller låga träd, där den lägger fyra till sex ägg per kull.

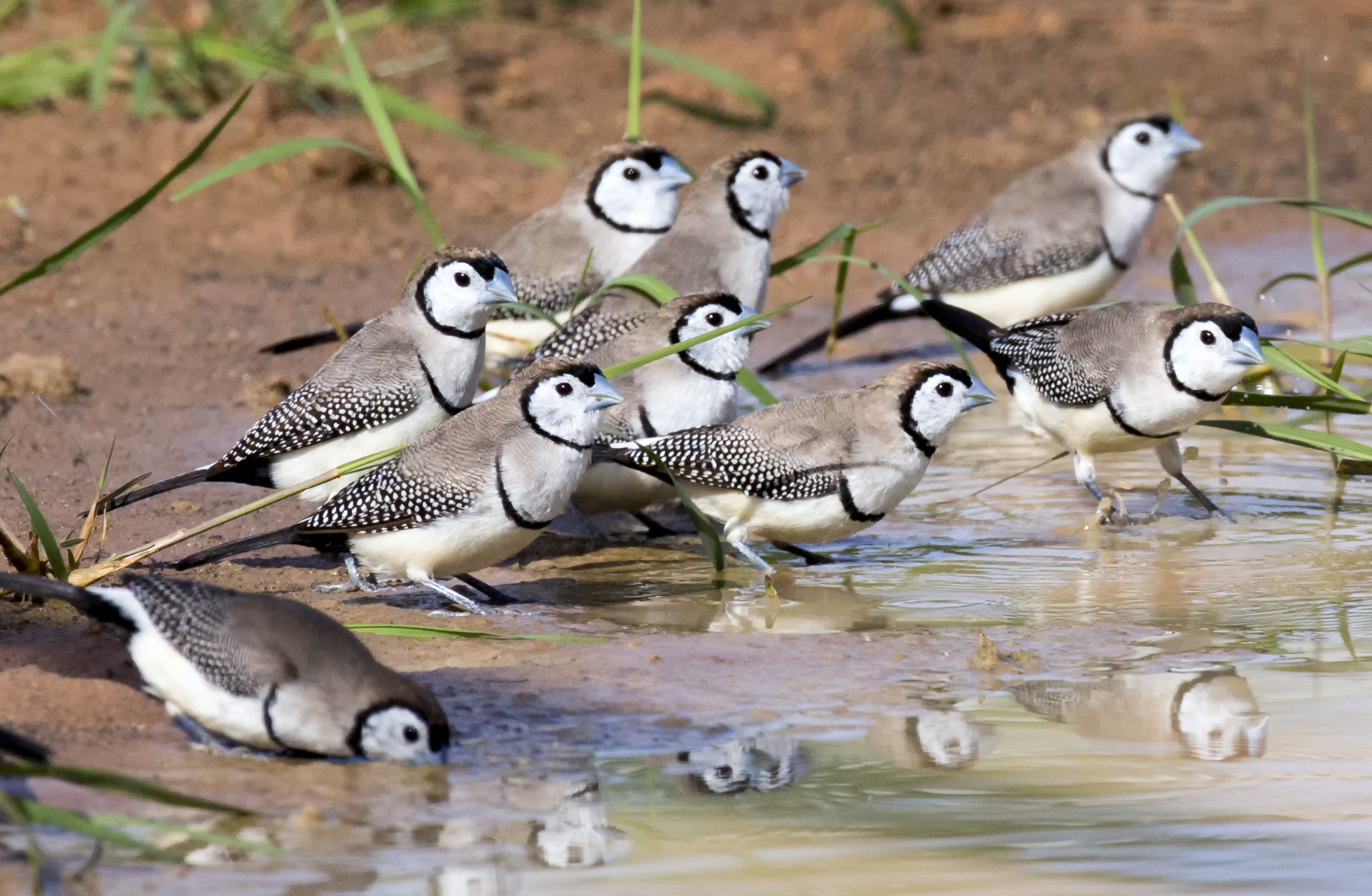
Ringastrilden ses ofta i flock.

## Status och hot
Arten har ett stort utbredningsområde och en stor population med stabil utveckling och tros inte vara utsatt för något substantiellt hot. Utifrån dessa kriterier kategoriserar internationella naturvårdsunionen IUCN arten som livskraftig (LC). Världspopulationen har inte uppskattats men den beskrivs som vanlig eller lokalt vanlig.

## Namn
Fågelns vetenskapliga artnamn hedrar James Ebenezer Bicheno (1785-1851), engelsk advokat, botaniker och Colonial Secretary för Tasmanien 1842-1851.